# Leprechaun
Un leprechaun [ˈlɛprəkɔːn] (Irlandés: leipreachán) es un tipo de duende o ser feérico —ser de naturaleza dual: material y espiritual— masculino que habita en la isla de Irlanda. Los leprechauns son criaturas que pertenecen al folclore y a la mitología irlandesa, y se dice que habitan en Irlanda junto a todas las criaturas feéricas, los Tuatha Dé Danann y la otra gente legendaria desde antes de la llegada de los celtas.
Los leprechaun y otras criaturas de la mitología irlandesa suelen estar asociados con anillos de hadas, que a menudo suelen ser lugares donde se encuentran antiguos —celtas o anteriores a estos— drumlins o movimientos de tierra.
Suelen adoptar la forma de hombres viejos que disfrutan realizando travesuras. Se dedican a fabricar o arreglar zapatos. Se dice que son muy ricos, ya que custodian muchas vasijas de barro (calderos) llenas de tesoros que fueron enterradas en periodos de guerra. Según la leyenda, si alguien logra fijar la mirada sobre un leprechaun, este no puede escapar, pero en el momento en que se retira la mirada, desaparece.

## Etimología
El nombre leprechaun proviene de la palabra irlandesa luprachán. Sin embargo, muchos estudiosos piensan que dicha palabra deriva del gaélico leith bhrogan, que significa el que hace un zapato. 
Hay varias etimologías posibles para el nombre leprechaun. Una de las teorías más comúnmente aceptada es que el nombre proviene de la palabra irlandesa leipreachán, definida por Patrick S. Dinneen como "un enano, un duendecillo, un leprechaun; para luchorpán"; Dinnen lo define finalmente como "un enano, un leprechaun; una especie de duendecillo acuoso"; esta palabra ha sido interpretada como "de medio cuerpo", o "de cuerpo pequeño". Esta etimología es la que da el Collins English Dictionary.

## Aspecto

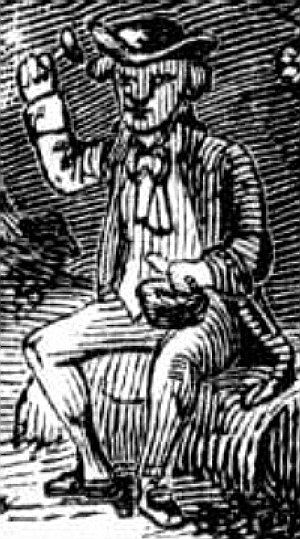
Dibujo de un Leprechaun.

Las imágenes modernas de los leprechauns, especialmente las que se ven cuando se acerca el día de San Patricio, suelen mostrar un hombrecillo vestido de verde. Sin embargo, según cuenta la tradición, era posible verlos vestidos con chaqueta roja de brillantes, botones plateados, calzas azules o marrones, zapatos grandes con hebillas gruesas de plata y sombrero tricornio de copa alta.
Su estatura varía entre los quince centímetros y algo más de medio metro, y pueden tener cara traviesa y digna a la vez. Muchos tienen barba y fuman en pipa. Cuando están trabajando, suelen usar un delantal de cuero de zapatero y un pequeño martillo con el que fabrican o arreglan pequeños zapatos de talla de hada.
Aparentemente, los leprechaun no tratan a sus compañeras hadas mucho mejor que a los humanos, ya que solo les hacen un zapato, nunca el par completo.

## Personajes similares
En el norte de España, en las regiones de Galicia, Asturias, Cantabria y León, al leprechaun se le identifica con la figura del trasgo, trasgu o trasno (que se nombra en el tradicional conjuro de la queimada).

## Cuentos típicos
Un cuento típico empieza con un viajero que sigue el débil sonido de un martillo, proveniente de un espeso bosque. Cuando el leprechaun ve que le han descubierto, suele mostrarse amable hasta que su visitante le pide que le diga dónde esconde el oro. Entonces puede agarrar un berrinche tremendo, niega tener oro y señala un imaginario enjambre de abejas o un árbol a punto de desplomarse, o hace lo que sea para distraer a su captor. En el mismo instante en que el humano le quita los ojos de encima, el leprechaun se esfuma. Si falla este truco, le quedan aún muchos recursos. Por ejemplo, puede volverse sorprendentemente generoso y, en un abrir y cerrar de ojos, comprar su libertad con una bolsa repleta de monedas de oro. Pero cuando los leprechaun los rocían con el oro, es mejor no endeudarse demasiado pronto, pues su regalo se convierte enseguida en cenizas o desaparece por completo. Se dice que, si el leprechaun es recompensado con algún objeto valioso, te dará mucha suerte, en el hogar y durante tu vida si es de buena fe. 

### El granjero y elleprechaun
Este cuento típico sobre el ingenio del leprechaun se ha contado en Irlanda durante generaciones:

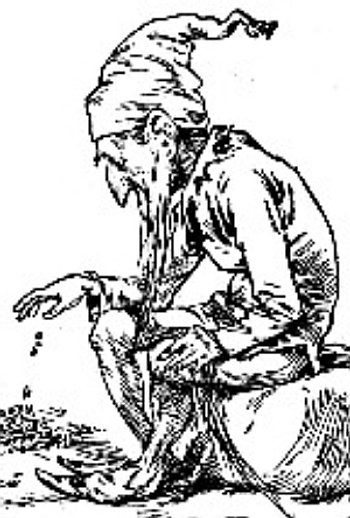
Un leprechaun contando su oro hacia 1900.

Un granjero se encontraba trabajando en sus tierras cuando descubrió por casualidad a un hombrecillo que se escondía bajo una hoja. Convencido de que se trataba de un leprechaun, el granjero capturó enseguida al hombrecillo en su mano y le preguntó dónde tenía escondido el oro. El leprechaun solo deseaba que le liberasen, por lo que enseguida le reveló que su tesoro se hallaba oculto debajo de un arbusto cercano. Sin soltar a su diminuto cautivo, el granjero se encaminó hacia el lugar indicado, pero resultó que el arbusto estaba rodeado de otros cientos de arbustos idénticos. Como no tenía a mano ninguna herramienta para cavar, se quitó uno de sus calcetines rojos y lo ató a una rama para marcar el arbusto que el leprechaun le había señalado. Cuando se dirigía a su casa en busca de una pala, el leprechaun le dijo que ya no necesitaba sus servicios para nada y le pidió que le liberara. El granjero accedió, pero no sin antes hacerle prometer que no iría a quitar el calcetín ni a llevarse el oro. Buena idea... pero no resultó como esperaba. Cuando el granjero regresó al campo a los pocos minutos, ¡todos los arbustos estaban marcados con calcetines rojos idénticos!.
La gente suele decir que los leprechauns son muy pequeñitos, pero el corazón que albergan es enorme y lleno de ganas de hacer travesuras.